# 2025-ös romániai elnökválasztás
A 2025-ös romániai elnökválasztás két fordulóban történik: az első fordulót 2025. május 4-én, míg a második fordulót május 18-án rendezték meg. Eredetileg 2024 november-decemberére volt kiírva a választás, de az első fordulót az Alkotmánybíróság megsemmisítette, és így a választás megszervezését elölről kellett kezdeni.
Az első fordulóban 11 jelölt indult. A jelöléshez ismételten aláírásokat kellett gyűjteni, és közben újabb politikai szövetségek alakultak. Ennek következtében a 2024. november 24-ei megmérettetés jelöltjei közül csak öten indultak újra.
Az első fordulóban még George Simion magyarellenes, soviniszta jelölt végzett az első helyen 40,96%-kal, a második helyet pedig Nicușor Dan független jelölt szerezte meg 20,99%-kal, maga mögött hagyva a kormánypártok jelöltjét, Crin Antonescut (20,07%). A második fordulóban azonban sikeresen fordított Nicușor Dan (53,6%), így őt választották meg Románia következő elnökévé.

## Választási rendszer
Románia elnökét általános, közvetlen és titkos szavazással választják. Ha az első fordulóban valamelyik jelölt megszerzi a szavazatok több mint 50%-át, akkor ő az elnökválasztás győztese. Ha azonban egyik jelölt sem szerzi mag a szavazatok több mint 50%-át, akkor második fordulót kell tartani, melyet az első forduló után két héttel rendeznek meg. A második fordulóban már csak két jelölt indul, az a két jelölt indul, aki az első fordulóban első és második helyen végzett; kettejük közül az lesz az elnök, aki több szavazatot kap ellenfelénél a második fordulóban. Az alkotmány szerint az elnök hivatali ideje öt év, és legfeljebb két ciklusig lehet valaki elnök. Jelölést csak akkor lehet benyújtani, ha azt legalább 200 000 választópolgár támogatja. Egy szavazó több jelöltet is javasolhat a nyílt demokrácia előmozdítása érdekében, változatos lehetőségek révén.

### Választási naptár
- Március 4.: A határidő, ameddig a külföldről érkező szavazók regisztrálhatnak a szavazókörzetben való szavazásra (szavazókör azon települések csoportjában jön létre, ahol legalább 100 választópolgár regisztrált a szavazásra)
- Március 15.: Az elnökjelöltségi jelentkezések benyújtásának befejezése
- Március 20.: A külföldi szavazók regisztrációjának határideje a levélben történő szavazásra.
- Április 4.: A választási kampány kezdete
- Május 2–4.: Szavazás külföldön az első fordulóban
- Május 4.: A szavazás első fordulója Románia területén, mely 7:00 és 21:00 között zajlik.
- Május 16–18.: Szavazás külföldön a második fordulóban
- Május 18.: A szavazás második fordulója Románia területén, mely 7:00 és 21:00 között zajlik.

### Választói névjegyzék
A választói névjegyzék egy hivatalos adatbázis, amely tartalmazza az összes szavazati joggal rendelkező román állampolgár adatait. Ezt állandó listák létrehozására és szavazókörök szervezésére használják. Minden választópolgár csak a lakóhelye vagy tartózkodási helye szerinti településen, abban a szavazókörzetben szavazhat, ahová kijelölték .
A pótlisták azoknak a választóknak szólnak, akik nem szerepelnek az állandó listákon, de szavazni szeretnének. Ki kell tölteniük egy nyilatkozatot, amelyben megerősítik, hogy még nem szavaztak másik választókerületben. Bukarestben nem lehet szavazni egy másik szektorban található pótlistára. Külföldön a választók a kiegészítő listákon szereplő bármelyik szavazóhelyiségben szavazhatnak.

### Szavazólap érvényessége
Egy szavazólap érvénytelennek tekinthető, ha:
- a pecséttel több jelöltre is szavaztak.
- törött, görbült vagy elváltozás jeleit mutatja.
- nem tartalmazza a szavazóköri bélyegzőt.
- A VOTAT feliratú pecsét más mintázatú.
- egyik jelölt keretében sincs pecsét.

Egy szavazólap érvényesnek tekinthető, ha a pecsét:
- túllépi a határokat anélkül, hogy más határt érintene.
- többször is pecsételtek ugyanabban a keretben.
- egy kereten belül, valamint bármely más kereten kívül is alkalmazták.
- keretben alkalmazták, de a választópolgár neve szerepel a szavazólapon.
- a belső oldalon a VOTAT szó szimmetrikusan megfordítva, TATOV-nak látszik.

## Kontextus
2024. december 6-án, 48 órával a 2024-es elnökválasztás második fordulója előtt, Románia Alkotmánybírósága érvénytelenítette a választásokat, mivel felmerült a gyanú, hogy orosz beavatkozás történt a független jelölt, Călin Georgescu javára – aki az első fordulóban meglepő módon 23%-kal vezetett –, valamint kampányfinanszírozási problémák merültek fel, és más választási jogszabályokat is megsértettek. A hatályon kívül helyezést követően az Alkotmánybíróság úgy döntött, hogy Johannis marad az elnök, amíg utódját meg nem választják.
2024. december 21-én a PSD, a PNL, az RMDSZ és az etnikai kisebbségi pártok többségi koalíciójával új kormány alakult Marcel Ciolacu miniszterelnökkel. 2024. december 23-án megválasztották a parlament két kamarájának elnökét: Ilie Bolojant a Román Szenátus elnökévé, Ciprian-Constantin Șerbant pedig a Román Képviselőház elnökévé. 2025. február 12-én, miután a parlament megindította az elnök felfüggesztésére irányuló eljárást, Klaus Johannis lemondott hivataláról. A román alkotmány 98. cikkelye értelmében Ilie Bolojan, a Szenátus elnöke ideiglenes elnökké válik. 2025. február 26-án Călin Georgescut több bűncselekménnyel vádolták, például az alkotmányos rend elleni fellépésre való felbujtással, és 60 napos médiaszereplési tilalmat kapott. 2025. március 9-én Călin Georgescu jelöltségét elutasították, mivel nem tartotta be a választási eljárást, a korábbi választásokon tanúsított viselkedése miatt, valamint mert nem tartotta be az Alkotmánybíróság 2024. december 6-ai határozatát. 2025. április 2-án a parlamenti SIE bizottság figyelmeztetett az új választásokba való újabb orosz beavatkozás kockázatára, akár a feszültségek felerősítése, akár kibertámadások, akár befolyásolási kampányok révén”.
Henna Virkkunen, az EU technológiai biztosa szerint a TikTok számos belső változtatást hajtott végre, beleértve a politikai fiókok jobb felismerését és címkézését, több román nyelvi szakértőt és 120 további tényellenőrzőt a román választási munkacsoportban, amely a titkos befolyásolási kampányokra és a választási hirdetések integritására összpontosít”. 133 ezer hamis és spam fiókot távolítottak el.

## Jelölés
Ahhoz, valaki hogy jelöltként indulhasson az elnökválasztáson, román állampolgárnak kell lennie, állandó lakhellyel kell rendelkeznie Romániában, a jelöltség benyújtásának időpontjában legalább 35 évesnek kell lennie, és jogerős bírósági határozat nem foszthatja meg szavazati jogától. A választási törvény szerint minden elnökjelöltnek legalább 200 000 támogató aláírást kell összegyűjtenie a szavazati joggal rendelkező polgároktól.

### 2. forduló

#### Jelöltek a szavazólap szerinti sorrendben
A szavazólapon a következő jelöltek találhatóak:
| Sorszám | Jelölt neve   | Fénykép | Párt      | Megjegyzés |
| ------- | ------------- | ------- | --------- | --- |
| 1.      | George Simion |         | AUR       | SOS és POT támogatásával |
| 2.      | Nicușor Dan   |         | független | Bukarest főpolgármestere Támogatók: Romániai Magyar Demokrata Szövetség (RMDSZ) Erdélyi Magyar Szövetség (EMSZ), USR, PNL, DREPT, PMP, FD, REPER, RîA, PV, SENS |

### 1. forduló

#### Jelöltek a szavazólap szerinti sorrendben
A szavazólapon a következő jelöltek találhatóak:
| Sorszám | Jelölt neve                  | Fénykép | Párt              | Megjegyzés                               |
| ------- | ---------------------------- | ------- | ----------------- | ---------------------------------------- |
| 1.      | George Simion                |         | AUR               | SOS és POT támogatásával                 |
| 2.      | Crin Antonescu               |         | RMDSZ, PSD és PNL | Románia, Előre Választási szövetség      |
| 3.      | Elena Lasconi                |         | USR               |                                          |
| 4.      | Cristian Terheș              |         | PNCR              |                                          |
| 5.      | Marcela-Lavinia Șandru       |         | PUSL              |                                          |
| 6.      | Victor Ponta                 |         | független         | Románia miniszterelnöke 2012–2015 között |
| 7.      | Sebastian-Constantin Popescu |         | PNR               |                                          |
| 8.      | Silviu Predoiu               |         | PLAN              |                                          |
| 9.      | John-Ion Banu-Muscel         |         | független         |                                          |
| 10.     | Daniel Funeriu               |         | független         |                                          |
| 11.     | Nicușor Dan                  |         | független         | Bukarest főpolgármestere                 |

## Viták
A viták 2025. április 8-án kezdődtek, négy nappal a kampány kezdete után.
| Vita sorszáma | Dátum            | Csatorna                  | Műsorvezető(k)                      | Jegyzet              |
| ------------- | ---------------- | ------------------------- | ----------------------------------- | -------------------- |
| 1             | 2025 április 8.  | TVR 1                     | Ramona Avramescu                    | [ 22 ]               |
| 2             | 2025 április 9.  | TVR Info                  | Roxana Zamfirescu Claudiu Lucaci    | [ 23 ]               |
| 3             | 2025 április 9.  | A7 TV                     | Flori Stoian                        | [ 24 ]               |
| 4             | 2025 április 10. | TVR Info                  | Roxana Zamfirescu Claudiu Lucaci    | [ 25 ]               |
| 5             | 2025 április 10. | Radio România Actualități | Alexandra Andon                     | [ 26 ]               |
| 6             | 2025 április 14. | TVR Info                  | Roxana Zamfirescu Claudiu Lucaci    | [ 27 ]               |
| 7             | 2025 április 15. | TVR 1                     | Ramona Avramescu Marian Voicu       | [ 28 ]               |
| 8             | 2025 április 15. | TVR Info                  | Roxana Zamfirescu Claudiu Lucaci    | [ 29 ]               |
| 9             | 2025 április 16. | TVR 1                     | Ramona Avramescu Marian Voicu       | [ 30 ]               |
| 10            | 2025 április 23. | TVR 1                     | Ramona Avramescu Marian Voicu       | [ 31 ]               |
| 11            | 2025 április 28. | Digi24                    | Cosmin Prelipceanu Liliana Ruse     | [ 32 ] [ 33 ] [ 34 ] |
| 12            | 2025 április 29. | TVR 1                     | Ramona Avramescu Marian Voicu       | [ 35 ]               |
| 13            | 2025 április 30. | Antena 3                  | Mihai Gâdea                         | [ 34 ]               |
| 14            | 2025 május 8.    | Euronews                  | Andra Miron Diaconescu Monica Mihai | [ 36 ]               |

### Részvétel a vitákon
Az alábbiakban egy táblázat látható az egyes vitákban részt vett jelöltekről:
| Jelölt                   | | | | | | | | | | | | | |          |                          |
| Jelölt                   | I Meghívott (és megerősítette a részvételét) P Jelen volt (helyszínen vagy élő videó-/hanghíváson keresztül) N Nem hívták meg/Elutasította a meghívást A Távol maradt (a meghívást elfogadta, de nem vett részt a vitán) | I Meghívott (és megerősítette a részvételét) P Jelen volt (helyszínen vagy élő videó-/hanghíváson keresztül) N Nem hívták meg/Elutasította a meghívást A Távol maradt (a meghívást elfogadta, de nem vett részt a vitán) | I Meghívott (és megerősítette a részvételét) P Jelen volt (helyszínen vagy élő videó-/hanghíváson keresztül) N Nem hívták meg/Elutasította a meghívást A Távol maradt (a meghívást elfogadta, de nem vett részt a vitán) | I Meghívott (és megerősítette a részvételét) P Jelen volt (helyszínen vagy élő videó-/hanghíváson keresztül) N Nem hívták meg/Elutasította a meghívást A Távol maradt (a meghívást elfogadta, de nem vett részt a vitán) | I Meghívott (és megerősítette a részvételét) P Jelen volt (helyszínen vagy élő videó-/hanghíváson keresztül) N Nem hívták meg/Elutasította a meghívást A Távol maradt (a meghívást elfogadta, de nem vett részt a vitán) | I Meghívott (és megerősítette a részvételét) P Jelen volt (helyszínen vagy élő videó-/hanghíváson keresztül) N Nem hívták meg/Elutasította a meghívást A Távol maradt (a meghívást elfogadta, de nem vett részt a vitán) | I Meghívott (és megerősítette a részvételét) P Jelen volt (helyszínen vagy élő videó-/hanghíváson keresztül) N Nem hívták meg/Elutasította a meghívást A Távol maradt (a meghívást elfogadta, de nem vett részt a vitán) | I Meghívott (és megerősítette a részvételét) P Jelen volt (helyszínen vagy élő videó-/hanghíváson keresztül) N Nem hívták meg/Elutasította a meghívást A Távol maradt (a meghívást elfogadta, de nem vett részt a vitán) | I Meghívott (és megerősítette a részvételét) P Jelen volt (helyszínen vagy élő videó-/hanghíváson keresztül) N Nem hívták meg/Elutasította a meghívást A Távol maradt (a meghívást elfogadta, de nem vett részt a vitán) | I Meghívott (és megerősítette a részvételét) P Jelen volt (helyszínen vagy élő videó-/hanghíváson keresztül) N Nem hívták meg/Elutasította a meghívást A Távol maradt (a meghívást elfogadta, de nem vett részt a vitán) | I Meghívott (és megerősítette a részvételét) P Jelen volt (helyszínen vagy élő videó-/hanghíváson keresztül) N Nem hívták meg/Elutasította a meghívást A Távol maradt (a meghívást elfogadta, de nem vett részt a vitán) | I Meghívott (és megerősítette a részvételét) P Jelen volt (helyszínen vagy élő videó-/hanghíváson keresztül) N Nem hívták meg/Elutasította a meghívást A Távol maradt (a meghívást elfogadta, de nem vett részt a vitán) | I Meghívott (és megerősítette a részvételét) P Jelen volt (helyszínen vagy élő videó-/hanghíváson keresztül) N Nem hívták meg/Elutasította a meghívást A Távol maradt (a meghívást elfogadta, de nem vett részt a vitán) | Összesen | Jelölt                   |
| Jelölt                   | 1 | 2 | 3 | 4 | 5 | 6 | 7 | 8 | 9 | 10 | 11 | 12 | 13 | Összesen | Jelölt                   |
| ------------------------ | --- | --- | --- | --- | --- | --- | --- | --- | --- | --- | --- | --- | --- | -------- | ------------------------ |
| George Simion AUR        | A | N | N | N | N | N | A | N | N | N | A | A | A | 0        | George Simion AUR        |
| Nicușor Dan Független    | N | N | N | N | N | N | N | N | N | N | P | P | P | 3        | Nicușor Dan Független    |
| Crin Antonescu A.RO      | N | N | A | N | N | N | N | N | A | N | P | P | P | 3        | Crin Antonescu A.RO      |
| Victor Ponta Független   | N | A | N | N | N | A | N | N | N | N | A | P | A | 1        | Victor Ponta Független   |
| Elena Lasconi USR        | N | N | A | N | N | N | N | N | N | N | P | P | P | 3        | Elena Lasconi USR        |
| Lavinia Șandru PUSL      | N | N | N | N | N | N | N | P | N | N | N | P | P | 3        | Lavinia Șandru PUSL      |
| Daniel Funeriu Független | P | N | N | N | N | P | P | N | N | P | N | P | P | 6        | Daniel Funeriu Független |
| Cristian Terheș PNCR     | N | N | P | N | N | N | N | P | P | P | N | P | P | 6        | Cristian Terheș PNCR     |
| Sebastian Popescu PNR    | N | P | P | P | P | N | P | N | N | P | N | P | A | 7        | Sebastian Popescu PNR    |
| Silviu Predoiu PLAN      | N | N | N | P | P | N | N | N | N | N | N | P | A | 3        | Silviu Predoiu PLAN      |
| John Ion Banu Független  | P | P | N | N | P | P | N | N | P | N | N | P | P | 7        | John Ion Banu Független  |

## Részvétel
A választás 1. fordulója

A választási részvétel közigazgatási egységenként az első fordulóban

A választási részvétel magasabb volt, mint 2024-ben, 9 571 899 román állampolgár járult az urnákhoz, ami a szavazásra jogosult lakosság 53,21%-át jelenti.
| Dátum | 2025. május 4. | Reláció | 2024. november 24. | Dátum |
| Óra   | 2025. május 4. | Reláció | 2024. november 24. | Óra   |
| ----- | -------------- | ------- | ------------------ | ----- |
| 08:00 | 4,01%          | >       | 2,52%              | 08:00 |
| 09:00 | 6,47%          | >       | 4,26%              | 09:00 |
| 10:00 | 10,14%         | >       | 7,20%              | 10:00 |
| 11:00 | 14,58%         | >       | 11,34%             | 11:00 |
| 12:00 | 19,54%         | >       | 16,47%             | 12:00 |
| 13:00 | 24,46%         | >       | 21,99%             | 13:00 |
| 14:00 | 28,65%         | >       | 27,11%             | 14:00 |
| 15:00 | 32,40%         | >       | 32,01%             | 15:00 |
| 16:00 | 35,92%         | <       | 36,76%             | 16:00 |
| 17:00 | 39,58%         | <       | 41,48%             | 17:00 |
| 18:00 | 43,44%         | <       | 45,85%             | 18:00 |
| 19:00 | 47,21%         | <       | 49,01%             | 19:00 |
| 20:00 | 50,68%         | <       | 51,19%             | 20:00 |
| 21:00 | 53,21%         | >       | 52,40%             | 21:00 |

## Eredmények

Azok a jelöltek, akik a legtöbb szavazatot kapták közigazgatási egységenként az első választási fordulóban

Azok a jelöltek, akik a legtöbb szavazatot kapták közigazgatási egységenként a második választási fordulóban

| Név                                            | Név                    | Jelölő szervezet                       | Első forduló | Első forduló | Második forduló | Második forduló |
| Név                                            | Név                    | Jelölő szervezet                       | Szavazatszám | Százalék (%) | Szavazatszám    | Százalék (%)    |
| ---------------------------------------------- | ---------------------- | -------------------------------------- | ------------ | ------------ | --------------- | --------------- |
|                                                | George Simion          | Románok Egyesüléséért Szövetség (AUR)  | 3 862 761    | 40,96        | 5 339 053       | 46,40           |
|                                                | Nicușor Dan            | Független jelölt                       | 1 979 767    | 20,99        | 6 168 642       | 53,60           |
|                                                | Crin Antonescu         | Románia, Előre Választási Szövetség    | 1 892 930    | 20,07        |                 |                 |
|                                                | Victor Ponta           | Független jelölt                       | 1 230 164    | 13,04        |                 |                 |
|                                                | Elena Lasconi          | Mentsétek meg Romániát Szövetség (USR) | 252 721      | 2,68         |                 |                 |
|                                                | Lavinia Șandru         | Szociálliberális Humanista Párt        | 60 682       | 0,64         |                 |                 |
|                                                | Daniel Funeriu         | Független jelölt                       | 49 604       | 0,53         |                 |                 |
|                                                | Cristian Terheș        | Román Nemzeti Konzervatív Párt         | 36 445       | 0,39         |                 |                 |
|                                                | Sebastian Popescu      | Új Románia Párt                        | 25 994       | 0,28         |                 |                 |
|                                                | John Ion Banu Muscel   | Független jelölt                       | 22 020       | 0,23         |                 |                 |
|                                                | Silviu Predoiu         | Nemzeti Akcióliga Párt                 | 17 186       | 0,18         |                 |                 |
| Érvényes szavazatok                            | Érvényes szavazatok    | Érvényes szavazatok                    | 9 430 274    | 98,52        | 11 507 695      | 98,85           |
| Érvénytelen szavazatok                         | Érvénytelen szavazatok | Érvénytelen szavazatok                 | 141 388      | 1,48         | 134 171         | 1,15            |
| Total                                          | Total                  | Total                                  | 9 571 662    | 100,00       | 11 641 866      | 100,00          |
| Sursa: Autoritatea Electorală Permanentă (AEP) |                        |                                        |              |              |                 |                 |

### Eredmények megyénként

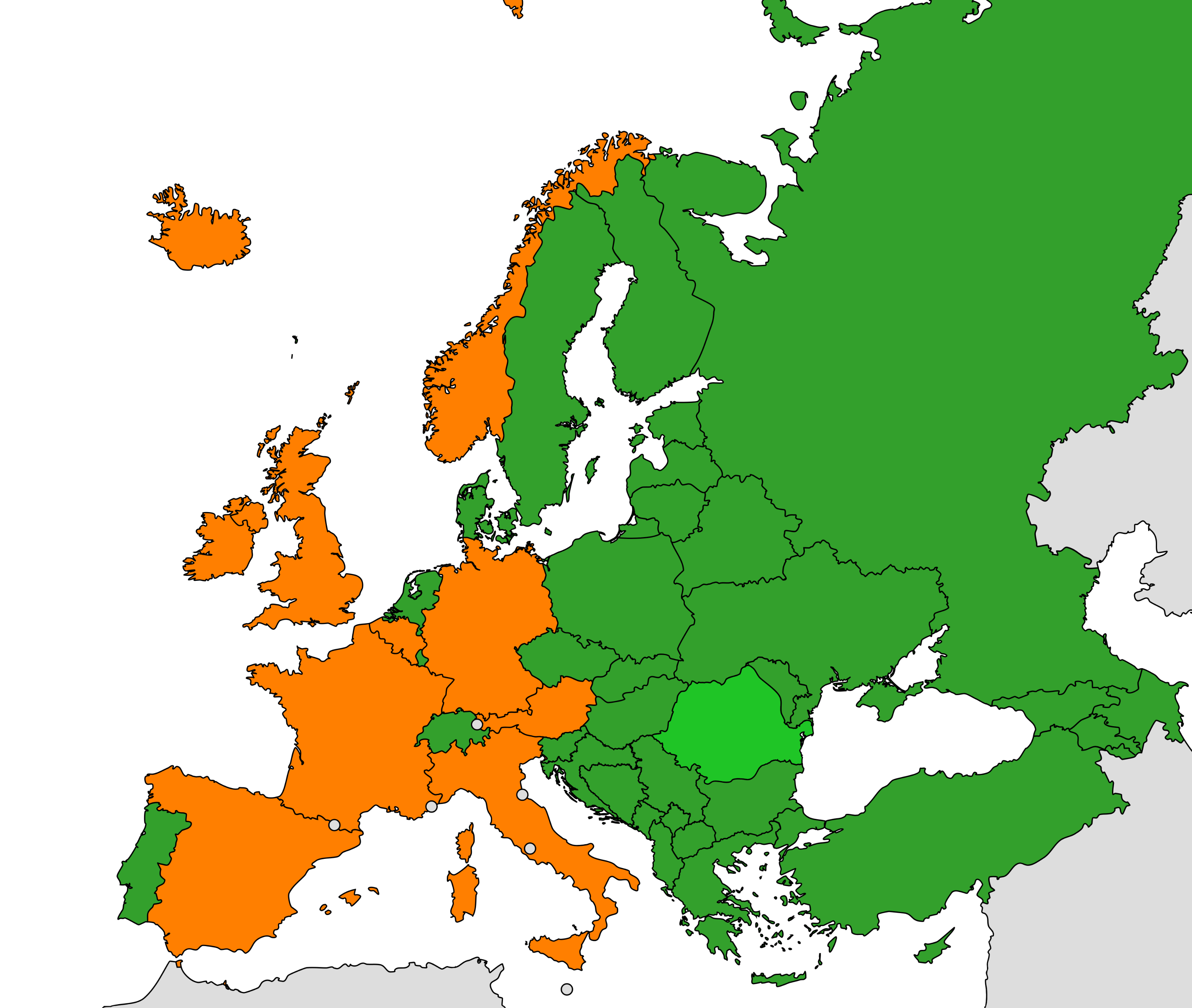
A román állampolgárok szavazatai az európai országokban
A többség Nicușor Dan
A többség George Simionra

| Megye                                          | George Simion | George Simion | Nicușor Dan  | Nicușor Dan | Crin Antonescu | Crin Antonescu | Victor Ponta | Victor Ponta | Elena Lasconi | Elena Lasconi | Egyéb        | Egyéb | Összesen |      |         |
| Megye                                          | Szavazatszám  | %             | Szavazatszám | %           | Szavazatszám   | %              | Szavazatszám | %            | Szavazatszám  | %             | Szavazatszám | %     | Összesen |      |         |
| ---------------------------------------------- | ------------- | ------------- | ------------ | ----------- | -------------- | -------------- | ------------ | ------------ | ------------- | ------------- | ------------ | ----- | -------- | ---- | ------- |
| Megye                                          | Arad          | 79 460        | 46,66        | 27 131      | 15,93          | 33 219         | 19,51        | 21 272       | 12,49         | 4333          | 2,54         | 4880  | Összesen | 2,87 | 170 295 |
| Argeș                                          | 118 704       | 43,32         | 39 025       | 14,24       | 48 449         | 17,68          | 51 774       | 18,89        | 10 587        | 3,86          | 5493         | 2,00  | 274 032  |      |         |
| Bákó                                           | 106 495       | 44,52         | 38 131       | 15,94       | 45 019         | 18,82          | 34 559       | 14,45        | 8096          | 3,38          | 6884         | 2,88  | 239 184  |      |         |
| Bihar                                          | 74 768        | 31,62         | 33 191       | 14,04       | 89 273         | 37,76          | 28 311       | 11,97        | 4908          | 2,08          | 5984         | 2,53  | 236 435  |      |         |
| Beszterce-Naszód                               | 49 225        | 44,39         | 17 336       | 15,63       | 23 152         | 20,88          | 16 215       | 14,62        | 2338          | 2,11          | 2624         | 2,37  | 110 890  |      |         |
| Botoșani                                       | 63 780        | 45,68         | 16 203       | 11,61       | 25 441         | 18,22          | 27 428       | 19,65        | 3202          | 2,29          | 3555         | 2,55  | 139 609  |      |         |
| Brassó                                         | 89 147        | 33,39         | 83 162       | 31,15       | 45 264         | 16,95          | 33 431       | 12,52        | 8693          | 3,26          | 7316         | 2,74  | 267 013  |      |         |
| Brăila                                         | 55 204        | 45,26         | 16 412       | 13,46       | 22 007         | 18,04          | 22 476       | 18,43        | 2638          | 2,16          | 3229         | 2,65  | 121 966  |      |         |
| Bukarest                                       | 220 823       | 24,80         | 361 497      | 40,59       | 153 909        | 17,28          | 110 723      | 12,43        | 24 411        | 2,74          | 19 231       | 2,16  | 890 594  |      |         |
| Buzău                                          | 73 502        | 41,18         | 23 797       | 13,33       | 40 088         | 22,46          | 33 149       | 18,57        | 3783          | 2,12          | 4156         | 2,33  | 178 475  |      |         |
| Călărași                                       | 56 015        | 47,90         | 12 790       | 10,94       | 26 979         | 23,07          | 16 347       | 13,98        | 2303          | 1,97          | 2508         | 2,14  | 116 942  |      |         |
| Constanța                                      | 138 867       | 44,29         | 69 892       | 22,29       | 47 692         | 15,21          | 39 589       | 12,63        | 9333          | 2,98          | 8151         | 2,60  | 313 524  |      |         |
| Dâmbovița                                      | 94 562        | 46,03         | 30 065       | 14,63       | 33 617         | 16,36          | 37 623       | 18,31        | 5072          | 2,47          | 4497         | 2,19  | 205 436  |      |         |
| Dolj                                           | 106 379       | 39,36         | 38 908       | 14,40       | 72 468         | 26,81          | 42 217       | 15,62        | 5366          | 1,99          | 4934         | 1,83  | 270 272  |      |         |
| Fehér                                          | 65 369        | 43,45         | 26 138       | 17,38       | 32 276         | 21,46          | 19 137       | 12,72        | 3613          | 2,40          | 3901         | 2,59  | 150 434  |      |         |
| Galați                                         | 88 679        | 41,55         | 37 976       | 17,80       | 40 736         | 19,09          | 34 383       | 16,11        | 5723          | 2,68          | 5907         | 2,77  | 213 404  |      |         |
| Giurgiu                                        | 51 953        | 41,75         | 11 561       | 9,29        | 39 262         | 31,55          | 17 031       | 13,69        | 2190          | 1,76          | 2450         | 1,97  | 124 447  |      |         |
| Gorj                                           | 71 744        | 49,54         | 14 338       | 9,90        | 22 930         | 15,83          | 30 925       | 21,35        | 2507          | 1,73          | 2385         | 1,65  | 144 829  |      |         |
| Hargita                                        | 9693          | 8,96          | 8573         | 7,92        | 80 764         | 74,62          | 5224         | 4,83         | 1733          | 1,60          | 2250         | 2,08  | 108 237  |      |         |
| Hunyad                                         | 75 213        | 44,15         | 23 460       | 13,77       | 31 093         | 18,25          | 30 804       | 18,08        | 5397          | 3,17          | 4387         | 2,58  | 170 354  |      |         |
| Ialomița                                       | 45 928        | 47,23         | 12 558       | 12,91       | 18 271         | 18,79          | 16 268       | 16,73        | 2152          | 2,21          | 2068         | 2,13  | 97 245   |      |         |
| Iași                                           | 122 412       | 36,18         | 96 467       | 28,51       | 54 692         | 16,16          | 46 474       | 13,73        | 9696          | 2,87          | 8641         | 2,55  | 338 382  |      |         |
| Ilfov                                          | 104 985       | 36,12         | 80 871       | 27,82       | 59 981         | 20,64          | 30 703       | 10,56        | 8016          | 2,76          | 6089         | 2,09  | 290 645  |      |         |
| Kolozs                                         | 95 088        | 27,88         | 121 072      | 35,49       | 72 039         | 21,12          | 34 406       | 10,09        | 9926          | 2,91          | 8589         | 2,52  | 341 120  |      |         |
| Kovászna                                       | 10 885        | 16,16         | 7238         | 10,74       | 41 683         | 61,87          | 4747         | 7,05         | 1270          | 1,88          | 1553         | 2,30  | 67 376   |      |         |
| Krassó-Szörény                                 | 49 643        | 46,35         | 12 172       | 11,36       | 22 575         | 21,08          | 17 824       | 16,64        | 2444          | 2,28          | 2446         | 2,28  | 107 104  |      |         |
| Máramaros                                      | 73 152        | 43,40         | 30 923       | 18,35       | 31 935         | 18,95          | 23 827       | 14,14        | 4610          | 2,74          | 4101         | 2,43  | 168 548  |      |         |
| Mehedinți                                      | 46 099        | 41,38         | 7878         | 7,07        | 34 312         | 30,80          | 19 220       | 17,25        | 2031          | 1,82          | 1863         | 1,67  | 111 403  |      |         |
| Maros                                          | 64 861        | 31,93         | 35 853       | 17,65       | 71 383         | 35,14          | 21 803       | 10,73        | 4699          | 2,31          | 4517         | 2,22  | 203 116  |      |         |
| Neamț                                          | 86 293        | 45,41         | 30 479       | 16,04       | 31 800         | 16,73          | 30 502       | 16,05        | 5539          | 2,91          | 5423         | 2,85  | 190 036  |      |         |
| Olt                                            | 80 024        | 44,30         | 15 790       | 8,74        | 46 844         | 25,93          | 31 080       | 17,20        | 3600          | 1,99          | 3311         | 1,83  | 180 649  |      |         |
| Prahova                                        | 134 799       | 41,68         | 65 224       | 20,17       | 53 232         | 16,46          | 52 266       | 16,16        | 9510          | 2,94          | 8396         | 2,60  | 323 427  |      |         |
| Suceava                                        | 124 671       | 48,55         | 36 556       | 14,24       | 43 741         | 17,03          | 40 464       | 15,76        | 5040          | 1,96          | 6311         | 2,46  | 256 783  |      |         |
| Szatmár                                        | 37 568        | 33,89         | 13 724       | 12,38       | 42 231         | 38,09          | 12 255       | 11,05        | 2804          | 2,53          | 2286         | 2,06  | 110 868  |      |         |
| Szeben                                         | 70 877        | 39,34         | 51 737       | 28,72       | 30 856         | 17,13          | 16 684       | 9,26         | 5387          | 2,99          | 4625         | 2,57  | 180 166  |      |         |
| Szilágy                                        | 31 422        | 34,21         | 13 028       | 14,18       | 30 703         | 33,43          | 11 933       | 12,99        | 2298          | 2,50          | 2460         | 2,68  | 91 844   |      |         |
| Teleorman                                      | 57 099        | 40,71         | 12 062       | 8,60        | 41 408         | 29,52          | 24 439       | 17,42        | 2547          | 1,82          | 2707         | 1,93  | 140 262  |      |         |
| Temes                                          | 116 399       | 37,99         | 87 880       | 28,68       | 49 726         | 16,23          | 33 168       | 10,83        | 11 030        | 3,60          | 8176         | 2,67  | 306 379  |      |         |
| Tulcea                                         | 42 864        | 51,19         | 12 349       | 14,75       | 13 562         | 16,20          | 10 985       | 13,12        | 1977          | 2,36          | 1990         | 2,38  | 83 727   |      |         |
| Vâlcea                                         | 68 906        | 44,39         | 21 173       | 13,64       | 29 430         | 18,96          | 29 338       | 18,90        | 3125          | 2,01          | 3274         | 2,11  | 155 246  |      |         |
| Vaslui                                         | 60 879        | 44,45         | 18 311       | 13,37       | 26 087         | 19,05          | 23 927       | 17,47        | 4064          | 2,97          | 3703         | 2,70  | 136 971  |      |         |
| Vrancea                                        | 61 135        | 44,76         | 19 448       | 14,24       | 27 531         | 20,15          | 22 045       | 16,14        | 3222          | 2,36          | 3218         | 2,36  | 136 599  |      |         |
| Diaszpóra                                      | 587 190       | 60,79         | 247 388      | 25,61       | 65 270         | 6,76           | 23 188       | 2,40         | 31 508        | 3,26          | 11 462       | 1,19  | 966 006  |      |         |
| Sursa: Autoritatea Electorală Permanentă (AEP) |               |               |              |             |                |                |              |              |               |               |              |       |          |      |         |

George Simion bejutott a második fordulóba. Ő Románia 36 megyéjében végzett az első helyen. A diaszpórában a többség rá szavazott, különösen a nagy nyugat-európai román közösségekben.
Nicușor Dan szintén bejutott a második fordulóba. Ő Kolozs megyében, Bukarest 5 szektorában  és Románia több kulcsfontosságú településén (Brassó, Jászvásár, Nagybánya, Nagyszeben, Kolozsvár és Temesvár) végzett az első helyen. A diaszpórában az Egyesült Államokban, Kanadában, Kínában, Indiában, Thaiföldön és a Fülöp-szigeteken élő román közösségek tagjai közül a legtöbben rá szavaztak.
| Arad                                           | 96 744  | 47,74 | 105 901 | 52,26 | 202 645   |
| Argeș                                          | 144 461 | 47,06 | 162 489 | 52,94 | 306 950   |
| Bákó                                           | 132 761 | 48,87 | 138 900 | 51,13 | 271 661   |
| Bihar                                          | 182 029 | 63,64 | 103 995 | 36,36 | 286 024   |
| Beszterce-Naszód                               | 65 653  | 49,64 | 66 610  | 50,36 | 132 263   |
| Botoșani                                       | 73 170  | 45,61 | 87 243  | 54,39 | 160 413   |
| Brassó                                         | 199 023 | 62,69 | 118 474 | 37,31 | 317 497   |
| Brăila                                         | 62 978  | 45,64 | 75 009  | 54,36 | 137 987   |
| Bukarest                                       | 749 291 | 69,65 | 326 451 | 30,35 | 1 075 742 |
| Buzău                                          | 99 466  | 49,58 | 101 161 | 50,42 | 200 627   |
| Călărași                                       | 55 059  | 41,88 | 76 416  | 58,12 | 131 475   |
| Constanța                                      | 180 853 | 50,47 | 177 458 | 49,53 | 358 311   |
| Dâmbovița                                      | 107 476 | 45,70 | 127 676 | 54,30 | 235 152   |
| Dolj                                           | 149 161 | 51,01 | 143 278 | 48,99 | 292 439   |
| Fehér                                          | 90 248  | 51,70 | 84 307  | 48,30 | 174 555   |
| Galați                                         | 126 042 | 51,96 | 116 516 | 48,04 | 242 558   |
| Giurgiu                                        | 59 717  | 43,99 | 76 035  | 56,01 | 135 752   |
| Gorj                                           | 59 804  | 38,52 | 95 439  | 61,48 | 155 243   |
| Hargita                                        | 142 248 | 90,78 | 14 439  | 9,22  | 156 687   |
| Hunyad                                         | 87 301  | 46,43 | 100 733 | 53,57 | 188 034   |
| Ialomița                                       | 49 924  | 44,43 | 62 448  | 55,57 | 112 372   |
| Iași                                           | 232 461 | 58,75 | 163 233 | 41,25 | 395 694   |
| Ilfov                                          | 197 499 | 56,96 | 149 226 | 43,04 | 346 725   |
| Kolozs                                         | 298 313 | 70,16 | 126 885 | 29,84 | 425 198   |
| Kovászna                                       | 85 153  | 84,42 | 15 721  | 15,58 | 100 874   |
| Krassó-Szörény                                 | 48 785  | 42,41 | 66 237  | 57,59 | 115 022   |
| Máramaros                                      | 102 658 | 51,21 | 97 812  | 48,79 | 200 470   |
| Mehedinți                                      | 50 656  | 44,00 | 64 463  | 56,00 | 115 119   |
| Maros                                          | 172 218 | 67,02 | 84 764  | 32,98 | 256 982   |
| Neamț                                          | 102 270 | 47,53 | 112 895 | 52,47 | 215 165   |
| Olt                                            | 80 832  | 43,00 | 107 130 | 57,00 | 187 962   |
| Prahova                                        | 196 928 | 52,24 | 180 022 | 47,76 | 376 950   |
| Suceava                                        | 123 695 | 42,37 | 168 234 | 57,63 | 291 929   |
| Szatmár                                        | 89 328  | 63,51 | 51 327  | 36,49 | 140 655   |
| Szeben                                         | 126 977 | 58,55 | 89 905  | 41,45 | 216 882   |
| Szilágy                                        | 67 460  | 62,19 | 41 016  | 37,81 | 108 476   |
| Teleorman                                      | 69 572  | 46,48 | 80 095  | 53,52 | 149 667   |
| Temes                                          | 216 694 | 58,37 | 154 517 | 41,63 | 371 211   |
| Tulcea                                         | 40 054  | 41,67 | 56 058  | 58,33 | 96 112    |
| Vâlcea                                         | 81 224  | 46,32 | 94 114  | 53,68 | 175 338   |
| Vaslui                                         | 76 977  | 48,68 | 81 139  | 51,32 | 158 116   |
| Vrancea                                        | 71 889  | 47,18 | 80 476  | 52,82 | 152 365   |
| Diaszpóra                                      | 720 996 | 44,14 | 912 553 | 55,86 | 1 633 549 |
| Sursa: Autoritatea Electorală Permanentă (AEP) |         |       |         |       |           |

## Kampány
A választáson tulajdonképpen három politikai tábor közti versengés zajlott. A magyarellenes, soviniszta pártok összefogásával George Simion volt a legesélyesebb az első forduló megnyerésére. A 2025 elején kinevezett kormánypártok Crin Antonescut indították jelöltként. A harmadik esélyes pedig Nicușor Dan volt, Bukarest főpolgármestere, aki a népszerűségét a kormányzó politikai elittel elégedetlen szavazókkal próbálta bővíteni. Rajtuk kívül még érdemi támogatottságot tudott felmutatni Victor Ponta, Románia volt miniszterelnöke. Indult az elnökválasztás első forduljában Elena Lasconi, az USR azóta lemondott elnöke is, aki a 2024-ben megtartott, érvénytelenített első fordulón a második helyen végzett, a 2025-ös elnökválasztás első fordulójában ugyanakkor gyengén szerepelt, nem jutott be a második fordulóba.
A Metán 2025 januárja és márciusa közötti előkampány Nicușor Dan esetében 214 000 euróba, Antonescu esetében 140 600 euróba, Ponta esetében 72 000 euróba, George Simioné 54 000 euróba, Elena Lasconié pedig 19 400 euróba került.
Március 29-én Nicușor Dan kijelentette, hogy a 2025-ös elnökválasztási kampány előtt 2,7 millió lejnyi adományt, azaz 540 000 eurót gyűjtött össze, két üzletember pedig nem kevesebb, mint 1,31 millió lejt (262 000 eurót) adott neki. Nicușor Dan ezután költői módon azt kérdezte, hogy „mennyi közpénzt költöttek már Antonescu előkampányára?”.
A 2025. május 4-ei elnökválasztás első fordulójában a hivatalos választási kampány április 4-én 00:00 órakor kezdődött és május 3-án 07:00 órakor ért véget.
Április 5-én a Központi Választási Bizottság (BEC) úgy döntött, hogy számos választási hirdetési anyagot eltávolít az online környezetből.
Április 7-én Antonescu törvényjavaslatot jelent be a különleges nyugdíjak ellen, és a bírák nyugdíjkorhatárának 65 évre emeléséről. A CSM kritizálja az átláthatóság hiányát, kijelentve, hogy nem konzultáltak vele.
Április 8-án a sajtóban nyilvánosságra került egy több tízezer eurós közösségi média kampány Ponta javára, amely az ellenzéki jelöltek támadására összpontosít. Ponta ezt tagadja, mondván, hogy csak a személyes oldalait kezeli. Ezt a kampányt jelentik a Központi Választási Bizottságnak (BEC).
Ilie Bolojan ideiglenes elnök viták szervezését javasolja a Cotroceni-palotában, mely javaslatot Nicușor Dan, Lasconi, Antonescu, Ponta és Simion elfogadta a Digi24 által április 28-án közvetített vitára. Április 29-én újabb vitára kerül sor a Cotroceni-palotában, amelyet a TVR közvetít, és amelyen minden jelölt megerősítette jelenlétét.
Április 9-én Claudiu Târziu, az AUR társalapítója bejelentette kilépését az AUR pártból, melyet a következőképpen indokolt: „Véglegesen kilépek az AUR-ból. Mert a múlt héten az AUR-t felváltotta a George Simion Párt.” Lemondása után Târziu azt is kijelentette: „George Simion diktátor az AUR pártban. Nem tartom jó pártelnöknek, nem tarthatom jó vezetőnek Románia számára.”
Az Expert Forum jelentése feltárta az április 9-ei kampány előtti kiadásokat. Az AUR továbbra is a legtöbbet fizetett hirdetésekkel rendelkező párt a Metán, de a Google-be fektetett legnagyobb összegekkel is büszkélkedhet az évek óta ismert online híroldalak hálózatán keresztül.
Április 9-én az USR visszavonta Lasconi, a párt akkori elnökének támogatását, tekintve, hogy az már nem juthat be a második fordulóba, és bejelentette, hogy Nicușor Dan, a párt alapítóját támogatja. Lasconi azonban nem volt hajlandó visszalépni a versenytől, és jogi lépéseket helyezett kilátásba.
Szintén április 9-én Antonescu nyilvánosan bejelentette jelöltségét  Ilie Bolojan államfőként való jelenléte az eseményen vitát váltott ki, akit Antonescu és a PNL is megvédett. Április 10-én Simion első fokon elvesztette a pert Anatol Șalaruval, a Moldovai Köztársaság volt védelmi miniszterével szemben, aki azzal vádolta meg, hogy orosz ügynökökkel találkozott. Április 10-én Ponta kijelentése, miszerint Belgrád javára elárasztotta a román falvakat és területeket, vitát váltott ki a nyilvános térben. Április 11-én a Hotnews közzétett egy AEP dokumentumokon alapuló elemzést, amelyből kiderül, hogy a választási kampány első hetében a Dan a finanszírozás tekintetében csak a 4. helyen áll. A legjobb 3 sorban: Crin Antonescu (több mint 20 millió lejjel), Ponta (több mint 10 millió lejjel) és Simion.
Április 12-én a Központi Választási Bizottság (BEC) egy sajtóközleményben kijelentette, hogy elfogadta az AUR által benyújtott panaszt, és elrendelte néhány olyan USR reklámanyag eltávolítását, amelyek Nicușor Dan javára választási kampányt folytattak. A BEC úgy határozott, hogy „amíg az USR pártnak van jelöltje, aki részt vesz a választási versenyben az első fordulóban, ez a politikai párt nem folytathat semmilyen választási kampányt egy másik, ugyanabban a választási folyamatban részt vevő jelöltért.” A döntés meghozatala után Ionuț Moșteanu, az USR képviselőinek vezetője azt mondta, hogy bíróságon fogják megtámadni a BEC döntését, Cristina Prună pedig kijelenti, hogy az Elena Lasconi támogatásának megvonásáról szóló döntésnek nincs jogi értéke, mivel az USR Nemzeti Irodájának nincsenek ilyen előjogai, csak a kongresszus szavazhat egy jelöltre.
A szólásszabadság cenzúrázásával kapcsolatos vádak után a Központi Választási Bizottság (BEC) azzal az indoklással tér vissza, hogy az egyéneknek is kötelességük megfelelően megjelölni a közösségi hálózatokon közzétett politikai bejegyzéseiket, ha azok dominánsak vagy ismétlődőek, így politikai szereplőknek minősülnek, ellenkező esetben pedig a tartalom illegálissá válik.
Május 1-jén Lasconi négy képet tett közzé Facebook-oldalán, amelyeken Florian Coldea tábornok Ponta és Dan mellett látható. Röviddel ezután a két férfi bejelentette, hogy a képek hamisak és valószínűleg megrendezettek. Lasconi hasonló stratégiát alkalmazott az előző elnökválasztáson, amikor 2024 októberében fényképeket tett közzé Mircea Geoanăról, aki állítólag találkozott Tal Hanannal, egy olyan találkozót, amelyet Geoană szintén tagadott. Lasconi a kampány során arra összpontosított, hogy ellenfelét, Dant hátrányos helyzetbe hozza, és különösen a női választókat szólította meg.
A 2025. május 18-ai elnökválasztás második fordulójára a választási kampány május 9-én 00:00 órakor kezdődött és május 17-én 07:00 órakor ért véget.

## Az első forduló eredményei
A választáson való részvétel elérte az 53,19%-ot, ami 1 százalékponttal magasabb, mint 2024 novemberében és 2 százalékponttal több, mint 2019-ben. A diaszpórában szavazók száma meghaladta a 973 ezret, amely az összes szavazat több, mint 10%-a.
Az exit-poll kutatások 21 órakor közzétett eredményei szerint George Simion végzett az első helyen 33% körüli eredménnyel, a második helyért pedig szoros verseny alakult ki Crin Antonescu (22,9%) és Nicușor Dan (20,9%) között.
A szavazatszámlálás során az exit-poll eredmények mutatta sorrend tükröződött, miközben George Simion támogatottsága elérte a 40%-ot. A második helyért vívott küzdelemben végül a külföldön leadott szavazatok összeszámolásával Nicușor Dan beelőzte Crin Antonescut kb. 90 ezer szavazatkülönbséggel, így a második fordulóba George Simion és Nicușor Dan jutott. Crin Antonescu elismerte vereségét, hozzátéve: „Az emberek döntését tiszteletben kell tartani.”

## Az első forduló következményei
Az első forduló eredményeinek kihirdetését követően a pártok közzétették, hogy a két jelölt közül kit támogatnak a második fordulóban. Az RMDSZ, a PNL és az USR egyaránt Nicușor Dan támogatása mellett határozott. A PSD a választók lelkiismeretére bízta, hogy melyik jelöltre szavazzanak. Victor Ponta jelölt, akit korábban kizártak a PSD-ből, előbb George Simion támogatására bátorította híveit, majd néhány nappal később közölte, hogy politikai platformot indít, s majd annak alapján fogja eldönteni, hogy kit támogat.
A PSD elnöke, Marcel Ciolacu lemondott miniszterelnöki megbízatásáról. A párt vezetőségének mandátumáról a második forduló után döntenek.
Tekintve, hogy az államelnöknek jogköre van a miniszterelnök kinevezésére, a jelöltek már kijelentették egy új kormány összetételére vonatkozó elképzelésüket. A második forduló előtt néhány nappal Victor Ponta közölte, hogy egy PSD-AUR kormánykoalíciót tudna leginkább elképzelni az elkövetkezőkben. George Simion előrevetítette, hogy megtenné az elnökválasztásról kizárt Călin Georgescut miniszterelnöknek, vagy pedig előre hozott választásokat eszközölne ki. Nicușor Dan egy PNL-USR-RMDSZ kisebbségi kormányt vázolt fel, amelyet a PSD kívülről támogatna a szükséges reformok meghozatala érdekében, és nem tartja szükségesnek előre hozott választások kiírását.

## Az első forduló után

Nicușor Dan és George Simion az Euronews által rendezett elnökjelölti vitán, 2025. május 8-án

Az Állandó Választási Hatóság szerint a nemzetközi megfigyelők pozitívan értékelték a választások első fordulójának lebonyolítását. Május 8-án Nicușor Dan és George Simion között vitára került sor az Euronews Romania szervezésében. Simion később egy másik vitát is lemondott.

## Fordítás
Ez a szócikk részben vagy egészben  az   Alegeri prezidențiale în România, 2025 című román Wikipédia-szócikk ezen változatának fordításán alapul.  Az eredeti cikk szerkesztőit annak laptörténete sorolja fel. Ez a jelzés csupán a megfogalmazás eredetét és a szerzői jogokat jelzi, nem szolgál a cikkben szereplő információk forrásmegjelöléseként.